# Yákiv Barabash

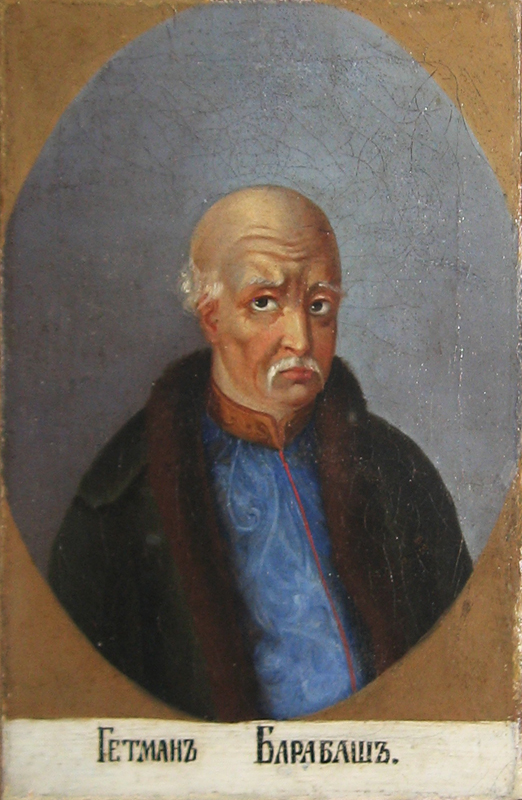
Ilustración de Yákiv Barabash, s. XIX.

Yákiv Barabash (en ucraniano: Я́ків Бараба́ш) fue un cosaco de Zaporozhia y atamán (desde 1657 hasta 1658) que se opuso contra Iván Vyhovsky.
En 1657, él y el polkóvnik (coronel) del Regimiento de Poltava Martýn Pushkar dirigieron una rebelión pro-moscovita contra Iván Vyhovsky, persona que tenía políticas pro-polacas. La revuelta terminó en junio de 1658 cerca de Poltava, cuando Vyhovsky y sus cosacos derrotaron la rebelión. Más tarde, Barabash fue capturado y ejecutado por sus crímenes.